# Pseudagrion simplicilaminatum
Pseudagrion simplicilaminatum – gatunek ważki z rodziny łątkowatych (Coenagrionidae).